# Augustin Tschinkel (1772)
Augustin Tschinkel (také August Tschinkl, 24. ledna 1773 Krásné Pole – 11. května 1833 Krásné Pole) byl severočeský průmyslník a velkopodnikatel, zakladatel první české továrny na kávoviny (zejména cikorku) a cukrovinky.

## Život a dílo
Narodil se jako syn Antona Tschinkela (psán také Tzinckel) (15. srpna 1737 – 1. února 1822) a jeho manželky Marie, dcery Johanna Georgia Schöne v Krásném Poli, v domě čp. 24, mezi svědky jeho křtu je v matrice zapsána mj. Rosalie Lehmannová ze sklářské rodiny Lehmannů.[zdroj⁠?!]
Původně obchodoval s plátnem. Pak se v Bavorsku vyučil výrobě kávovin, zejména cikorky. Roku 1806 založil první českou továrnu na cikorku v Krásném Poli. Později k ní přidal provoz v Lovosicích. Na rozdíl od konkurenční výroby cikorky v Mochtíně u Klatov, do níž přenesl německou výrobu vysloužilý voják Wilhelm Gunter z Hildesheimu, byla Tschinkelova výrobna vlastním domácím projektem. Dále Tschinkel rozvinul kurýrní službu svých poslíčků, kteří balené výrobky rozváželi do obchodů.
Po Tschinkelově smrti synové postupně rozšířili firmu v Krásném Poli o mlýn (1858), továrnu na čokoládu a kandity (1862) a restauraci ve švýcarském stylu Emanuela Tschinkela, také o další pobočky se zemským oprávněním, od roku 1852 s centrem v Lovosicích, kde měli také cukrovar, a se skladem v Praze v Panské ulici čp. 893/II. Jejich sortiment výroby zahrnoval nejrůznější pochutiny od čokolády přes cukrovinky až po kávoviny včetně kávy fíkové. Stál u zrodu podniků pozdější značky Deli.

## Rodina
Byl synovcem Eliáše Tschinkela († 1715). Oženil se s Franziskou Kittelovou (1784-1839) z Horní Kamenice, s níž měl čtyři syny. Ve firmě pokračovali August II. (narozen kolem roku 1810), Anton (1812–1892) a František (1819 – 19. března 1889). Emanuel (1814–1871) byl nejdříve obchodníkem cestujícím s textilem, později v Krásném Poli založil restauraci. Augustin I. měl vnuka Augustina III. Floriana.[zdroj⁠?!]
Proslavil se jejich pravnuk, malíř a grafik Augustin Tschinkel (1905–1973).